# Натуман, Джо
Джо Натуман (англ. Joe Natuman; род. 24 ноября 1952, Танна, Новые Гебриды) — вануатский государственный и политический деятель, член партии Вануаку, 10-й премьер-министр Вануату с 15 мая 2014 по 1 июня 2015 года.

## Биография

### Молодые годы и должности в правительствах
Джо Натуман родился 24 ноября 1952 года на острове Танна на Новых Гебридах. Окончил Южнотихоокеанский университет, кроме чего был студентом по обмену в Университете Папуа — Новой Гвинеи. В 1980-х годах занимал высшие должности на государственной службе, вершиной из которых стал пост Первого секретаря канцелярии премьер-министра с 1987 по 1991 год при Уолтере Лини. После этого до 1995 года Натуман работал помощником регистратора в основном кампусе Южнотихоокеанского университета в Суве на Фиджи. По результатам выборов 1995 года, Натуман был избран депутатом парламента Вануату от Танны, и с тех пор неоднократно переизбирался. С 1996 по 2008 год Натуман занимал несколько должностей в сменявших друг друга правительствах: министр судебной службы, культуры и по делам женщин (1996), министр земель, энергетики, геологии и горнодобывающей промышленности (1997), министр образования (1998), министр внутренних дел (апрель—март 2002), министр образования (2004), министр внутренних дел (2007—2008). В то же время, Натуман был председателем Национальной комиссии по делам Вануату в ЮНЕСКО.
В 2008 году премьер-министр Эдвард Натапеи назначил Натумана министром земель, а в 2010 году — на должность министра иностранных дел, внешней торговли и телекоммуникаций. В декабре 2010 года правительство Натапеи получило вотум недоверия, и Натуман перешёл в оппозицию, пока Серж Вохор не взошёл на пост премьер-министра после успешного вотума недоверия против Сато Килмана 24 апреля, и восстановил Натумана на посту министра иностранных дел. Однако, три недели спустя, Вохор был смещён со своей должности решением Апелляционного суда, после чего и Натуман потерял пост в правительстве 13 мая. 16 июня, после того как выборы и срок премьерства Килмана были аннулированы Верховным судом, а предыдущий премьер-министр Эдвард Натапеи стал исполняющим обязанности, Натуман снова был восстановлен в качестве министра иностранных дел. Международная антикоррупционная организация «Transparency International» впоследствии оценила работу Натумана на этой должности как «продолжение полной зачистки» продаж дипломатических паспортов, произошедших при предыдущих правительствах. 26 июня 2011 года Сато Килман был снова избран премьер-министром и Натуман в очередной раз потерял пост в правительстве, после чего окончательно перешёл в оппозицию.

### Пост премьер-министра Вануату
15 мая 2014 года, после того как премьер-министр Моана Каркассес Калосил потерял вотум доверия, депутаты парламента 40 голосами из 52 возможных избрали Джо Натуману новым премьер-министром Вануату. Через некоторое время, бывший премьер Хам Лини был назначен заместителем премьер-министра и министром торговли, промышленности и туризма, а Сато Килман — министром иностранных дел и внешней торговли. После своего назначения, Натуман сказал, что «на мой взгляд, мы делаем не те вещи, которые люди ожидали от наших отцов-основателей. В принципе, я хочу, чтобы мы вернулись к нашим корням и дали новое направление стране для того, чтобы убедиться, что мы живем по средствам», добавив, что правительство будет работать над сокращением расходов и рассмотрит возможность строительства нового аэропорта и реконструкции старых, и отметив, что страна прошла долгий путь от колониального правления до собственной валюты, авиакомпании, парламента, школ, органов здравоохранения и полиции, но ещё больше работы предстоит сделать.
В августе Джо Натуман посетил с государственным визитом Китай, где в Нанкине встретился с председателем КНР Си Цзиньпином, пообещавшим помочь с реконструкцией аэропортов, и кроме того побывал в Гонконге. 30 сентября Натуман выступил на 69-й сессии Генеральной Ассамблеи ООН в Нью-Йорке, поддержав борьбу народа Западного Папуа за самоопределение и полную ликвидацию колониализма, и ранее считая, что «Западное Папуа является другой страной из Индонезии». С 5 по 9 октября находился во Вьетнаме, где провёл встречу с президентом Чыонгом Тан Шангом и премьер-министром Нгуеном Тан Зунгом, а также мэром Хошимина Ле Хоанг Зуаном